# Со Хи
Со Хи (942 или 944 — 8 августа 998) — корейский государственный, военный деятель и дипломат, живший в период начала правления династии Корё. Более всего известен тем, что благодаря своим дипломатическим способностям сумел убедить шестидесятитысячную киданьскую армию без боя отступить из Кореи.
Родился в знатной семье в юго-восточной части современной провинции Кёнгидо. В марте 960 года сдал государственные экзамены и приступил к государственной службе. В 972 году стал послом государства Корё в Китае, занимая эту должность более десяти лет. В 983 году был назначен военным министром страны.
В 993 году государство Корё вело борьбу против вторжения киданей, возглавляемых Сяо Суном. Со Хи в это время возглавлял 2-ю армию и первоначально оказывал им сопротивление, но в итоге был вынужден отступить за реку Тэдонган. Однако затем он путём искусных переговоров сумел получить от киданей обещание покинуть Корё, пообещав им, в частности, помощь в борьбе с чжурчжэнями. В 994—995 годах действительно возглавлял успешную кампанию против данного народа, владевшего территорией между реками Чхончхонган и Амноккан. Под его руководством был возведён оборонительный рубеж из шести крепостей. По итогам кампании к Корё отошла значительная территория к северу от Чхончхонгана.